# Écrits sur l'art

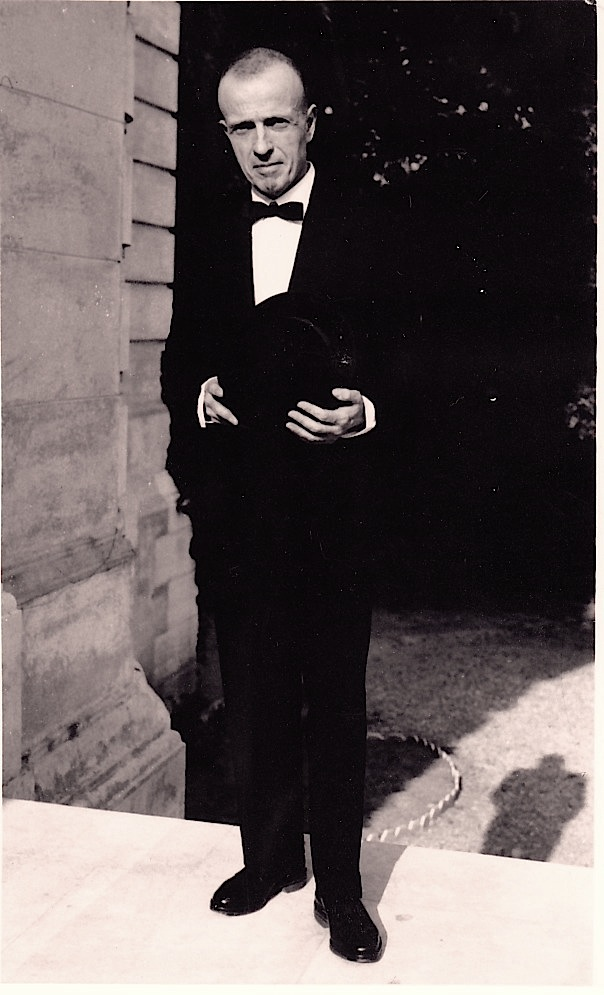
Michel Leiris en 1950

Les Écrits sur l'art sont un recueil posthume de tous les textes de Michel Leiris portant sur l'art, articles et poèmes confondus, publié à Paris par CNRS Éditions en 2011. Ces écrits sont consacrés essentiellement à six artistes contemporains : André Masson, Juan Miró, Alberto Giacometti, Pablo Picasso, Wilfredo Lam et Francis Bacon. Michel Leiris n'est pas un critique d'art de profession, mais un écrivain, un ethnologue et un critique littéraire. Il vient à la critique d'art à la suite de rencontres avec des artistes, et c'est une façon pour lui d'envisager sa propre littérature. 

## Description du recueil
Ce recueil ordonne les écrits de Michel Leiris en fonction du peintre qui en est l'objet. Le nombre d'artistes concernés est somme tout limité mais ils sont choisis avec un  « goût sûr ». Se suivent ainsi des écrits sur André Masson, Juan Miró, Alberto Giacometti, Pablo Picasso, Wilfredo Lam et Francis Bacon, auquel s'ajoute un petit groupe d'articles plus brefs, dominés par ses écrits sur l’œuvre de Marcel Duchamp. Goya est un des rares artistes cités qui ne soit pas du XXe siècle. Comme l'indique Pierre Vilar : « Ces écrits rassemblés ici pour la première fois et présentés dans l’ordre chronologique des rencontres et des publications, offrent au lecteur de suivre Michel Leiris au cœur de son vivant musée, au gré de ses amitiés et de l’histoire exceptionnelle de l’art moderne, du surréalisme aux années 1980 ». 
Les écrits de Michel Leiris sont ensuite suivis des commentaires, analyses et mises en contexte de Pierre Vilar.

## Les rencontres artistiques de Michel Leiris

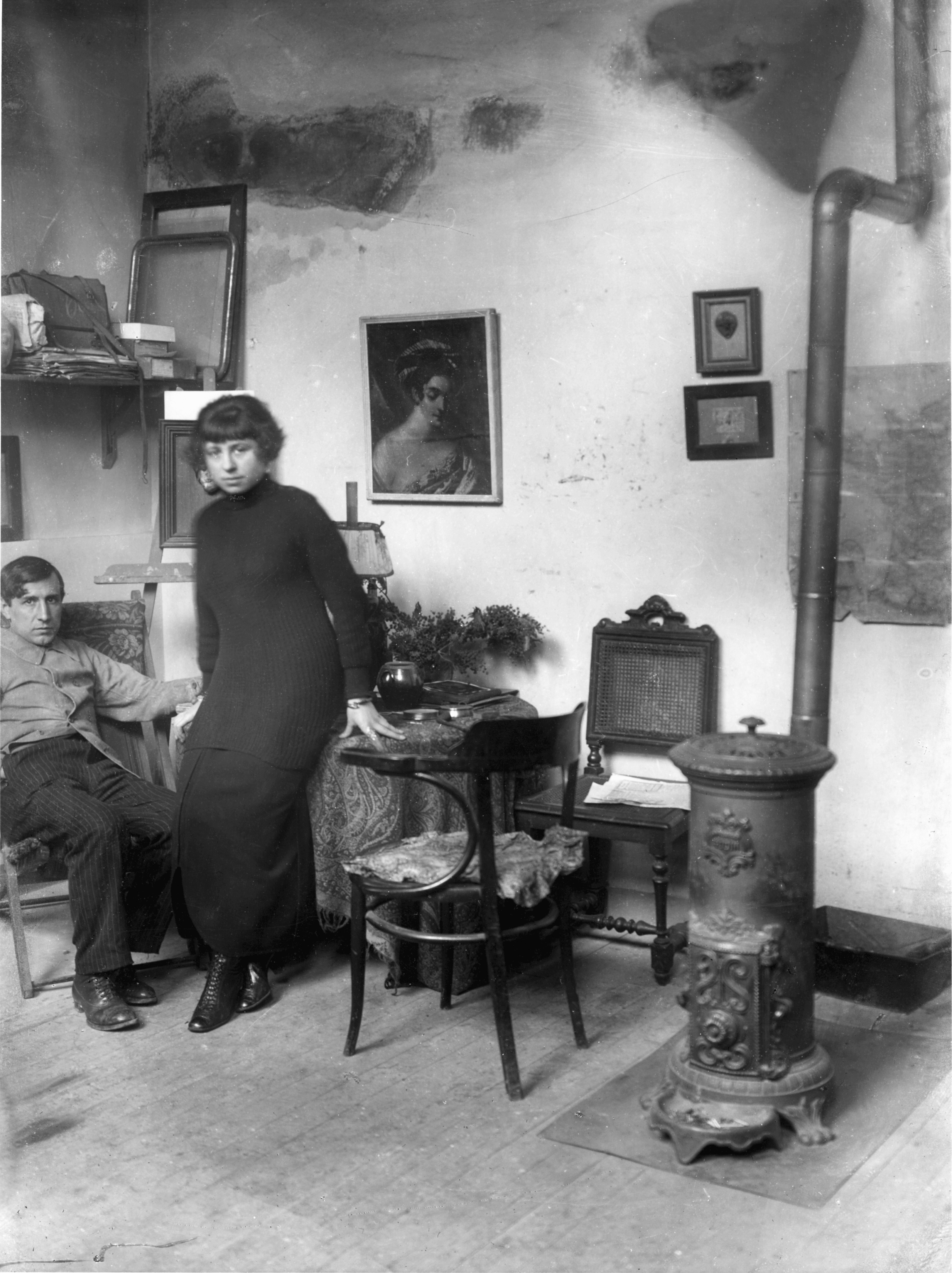
Pablo et Magali Gargallo au 45 rue Blomet en 1913. Pablo Gargallo y avait alors son atelier

### Une critique d’art mue par l’amitié
Des années 1922 à 1928, le 45, rue Blomet à Paris — qui n’est autre que l’adresse où André Masson avait élu domicile — prend l’allure d’un véritable carrefour dans lequel se croisent de grands intellectuels de l’époque. Lieu de passage donc, où Michel Leiris, notamment, fait la rencontre de ceux qui ont eu un impact déterminant sur sa vocation de littérateur.
C’est Roland Tual qui introduit pour la première fois le jeune Leiris au célèbre peintre. D’emblée, Michel Leiris trouve en la personne d’André Masson un aîné et un ami. L’atelier devient rapidement pour lui un lieu de travail où ses écrits sont reçus avec enthousiasme. C’est par l’entremise d’André Masson qu'il y fait la rencontre de Juan Miró d’abord — parce qu’il est voisin du 45, rue Blomet — puis d’écrivains ensuite,  comme Antonin Artaud, Georges Limbour ou encore Armand Salacrou. C’est lui, en revanche, qui introduit son ami Georges Bataille au reste du groupe.
On voit en effet un groupe se former dans le calme de la rue Blomet, ce « lieu initiatique ». La rencontre avec André Breton y est  inévitable. Malgré les réserves de Georges Limbour, Artaud, Masson, Miro, Tual et Leiris se joignent au mouvement surréaliste, laissant quelque peu de côté la liberté si appréciée du 45, rue Blomet. Cependant, Leiris conserve une proximité privilégiée avec Masson et Miró, avec qui s’organisent des jeux de correspondances : les œuvres de l’un répondant aux œuvres de l’autre comme les portraits que Masson fait de Leiris ou comme les poèmes que Leiris consacre à Miró. D’autre part, l’amitié laisse place à des collaborations artistiques : ainsi, Glossaire j’y serre mes gloses (1925-1986) devient aussi inséparable des illustrations de Masson que les Bagatelles végétales (1944-1956) le sont de celles de Miró. C’est donc sous l’éclairage de ce contexte d’échange et d’amitié qu’il faut envisager les articles et poèmes de Leiris que Pierre Vilar a rassemblés en 2011 dans cette édition posthume portant le nom d’Écrits sur l’Art.

### Le portrait analogique plutôt que l’ekphrasis

#### Le portrait analogique
C’est peut-être l’ascendant qu’ont sur Leiris les peintres dont il parle qui font de lui un critique d’art si singulier. Loin de la traditionnelle ekphrasis, le style critique de Leiris semble être plus guidé par le geste créateur qui l’inspire que par une œuvre précise qu’il aurait décidé d’analyser. Ainsi, les écrits sur l’art de Leiris revêtent moins la forme d’articles que celle de prises de notes ou de poèmes. On le voit notamment dans ses écrits sur Masson et sur Miró, où la plume de l’auteur ne se pose pas sur l’œuvre mais sur l’artiste en train d’œuvrer. Sans doute parce qu’il les a vus à l’action au 45, rue Blomet, Leiris cherche à rendre dans ses textes le geste créateur des peintres qui l’intéressent. Le critique se place alors en portraitiste et tente de mimer dans son style le geste qu’il décrit, produisant ainsi des portraits analogiques : « Ces textes se présentent donc, par un curieux mimétisme, comme des portraits analogiques, terme emprunté en 1947 directement à Masson par Leiris, qu’il redéfinit pro domo en ces termes : ‘‘ (...) convergence parfaite de l’invention picturale (...) et du mécanisme analytique nécessaire à la saisie de la ressemblance individuelle (...) consistant en une compénétration du personnage et de ses attributs idéaux ou matériels’’ ». La prise de note se veut mode d’emploi visant à frôler l’essence de la peinture de l’artiste, dans La ligne sans bride (1971), elle est mimétique du geste créateur et participe de l’isotopie de la ligne mise en place tout au long du texte. En effet, les lignes de Leiris, comme le geste automatique du peintre, ignorent tout programme ; elles ne s’alignent pas mais se tressent, suivant ainsi les élans spontanés du poète-critique : 
Il faut y insister, les lignes se comportent ici à leur guise. Sans reprise ni repentir et jamais « démenties » (...). Abandonnées à leurs élans, à leurs détours, à leurs caprices, à leurs contradictions, librement les lignes s’en vont et mènent ainsi l’artiste jusqu’au plus intime de lui-même. 
Au lieu de délimiter, elles illimitent.
Lignes qui créent et non lignes qui décrivent.
Lignes qui attisent et non lignes qui attestent.
Lignes chercheuses, questionneuses, qui vont pour découvrir où, toutes ensemble, elles seront allées.
C’est à se demander si les lignes dont il parle ne sont pas les siennes. Les notes de Leiris se découpent ainsi en poème avant de redevenir prose, comme si évoquer la ligne de Masson rendait naturellement poétique le discours. La ligne est omniprésente dans le texte, « sans bride », elle devient le mot-entrée de multiples gloses qui viennent enrichir l’anaphore rhétorique. Ces gloses, qui se présentent sous la forme d’épithètes, ne sont pas sans rappeler Glossaire j’y serre mes gloses (1925-1986), que Masson a lui-même illustré. Occasions pour des jeux de langage, les gloses ne se veulent en aucun cas définitions mais illustrent plutôt l’aspect changeant de la ligne du peintre.

#### Le commentaire métatextuel
Loin de cacher cette tentative de mimétisme, l’auteur la dévoile pour en dire l’échec. L’écriture se retourne alors sur elle-même : « Plus ressemblantes (malgré leur insuffisance) me paraissent être ces notes (...) »  ; s’il y a commentaire métatextuel, c’est pour dire le manque, l’impossibilité d’égaler la main du maître : « Ce qui leur manque le plus, je ne le sais que trop ! »  . En exposant son échec, Leiris dit ce qu’il y a d’insaisissable dans l’art de Masson qui, comme le rêve, se veut à la fois révélateur et impalpable:« (...) la pratique constante de l’auto-dénigrement ne cesse de pointer, par défaut, l’au-delà que Leiris ne désespère pas d’atteindre ». Cette manie qu’a Leiris de revenir sur son propos s’illustre aussi dans Repentirs et ajouts, où l’auteur revient sévèrement sur son article Autour de Juan Miró. Il y rejette la possibilité de toute critique : toute description de la peinture du catalan serait vaine, on ne peut parler de l’œuvre de  Miró qu’en faisant œuvre soi-même.

### Parler d’art: une façon pour Leiris d’envisager sa propre littérature

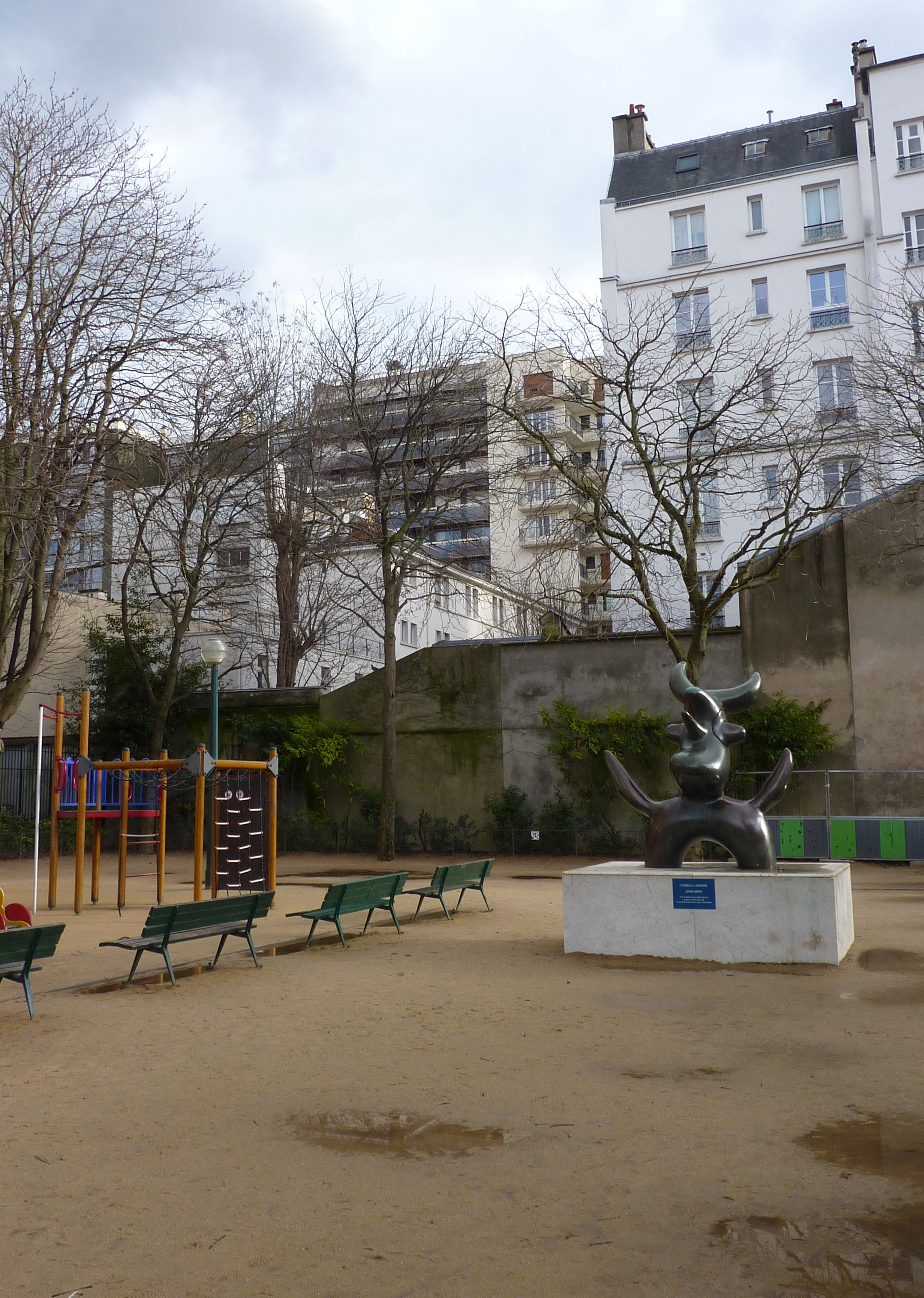
Square de l'oiseau lunaire, à l'emplacement du 45 rue Blomet

L’observation constante que Leiris entretient dans sa propre écriture est une marque du fait qu’il envisage sa création littéraire à travers la critique d’art. Plus qu’une enquête, la critique d’art est pour Leiris une quête. Ainsi, le « je » du critique d’art se confond avec le « je » du poète : dans un sens concret d’abord, puisque Leiris s’est notamment exprimé sur Miró par poèmes, et dans un second temps, par un recours systématique à l’évocation, ce que suggère le titre d’un de ses articles : Ce que m’ont dit les peintures de Francis Bacon (1966). La peinture, comme le langage, parle et fait écho à des sensations si vives qu’il est plus intéressant pour lui de décrire ses effets cognitifs que de décrire l’œuvre en soi. C’est sans doute cette conception de l’œuvre d’art qui le pousse à se diriger vers le portrait analogique plutôt que l’ekphrasis. Tous les attributs du peintre y passent : son geste créateur, certes, mais aussi son nom ; tout l’art de Miró se résume dans l’accent posé sur l’o : « L’accent grave [sic] placé sur l’o du nom de “ Miró” ne semble-t-il pas être là pour rappeler le rôle des animalcules ou simples corpuscules de couleur vives dont il arrive que soient ponctués ses tableaux ? », et parce qu’on l’a surnommé l’« oiseau », Masson « dessine (...) comme l’on pratique le vol à voile ». Cette conception cratyléenne du nom est tout à fait emblématique des écrits leirisiens : « Voici sans aucun doute un des acquis de la diététique leirisienne de la peinture : le nom n’est pas hors-d’œuvre, c’est le plat principal. Le nom fait œuvre dans l’œuvre».
La critique d’art n’est pas la première vocation de Michel Leiris. Mais elle lui permet non seulement de dire la proximité qu’il entretient avec des artistes tels que André Masson, Francis Bacon ou Juan Miró mais aussi d’envisager ses propres écrits sous l’angle d’une « présence » qu’il reconnaît en eux : « Liée essentiellement à la rupture du continuum, la “présence” telle que Leiris la pointe chez ceux qu’il a élus “ses” peintres, apparaît, sous des dénominations diverses, comme le mirage vers lequel il n’aura, quant à lui, cessé de tendre ». L'écrit le plus ancien est celui consacré à André Masson. C'est un poème de 1923. Leiris a 21 ans, et Masson 27 ans. 
Si Leiris voit en André Masson un maître, c’est peut-être parce qu’il reconnaît dans sa peinture (comme ultérieurement dans les peintures de Francis Bacon ou les sculptures ou peintures de Giacometti), la brutalité du réel qu'il cherche dans la poésie : « Mais le sentiment de la présence, que Giacometti cherchait obstinément dans ses figures, la brutalité du fait qui éclate inopinément dans un tableau de Francis Bacon, ne sont-elles pas les équivalents plastiques de l’inaccessible baleine blanche que Leiris poursuivait inlassablement sous le nom de Poésie ? ».